# Notre-Dame-des-Prairies
Notre-Dame-des-Prairies es una ciudad de la provincia de Quebec, Canadá. Está ubicada en el municipio regional de condado de Joliette y a su vez, en la región administrativa de Lanaudière. Hace parte de las circunscripciones electorales de Joliette a nivel provincial y de Joliette a nivel federal.

## Geografía
Notre-Dame-des-Prairies se encuentra ubicada en las coordenadas 46°03′00″N 73°26′00″O / 46.05000, -73.43333. Según Statistics Canada, tiene una superficie total de 18,2 km² y es una de las 1135 municipalidades en las que está dividido administrativamente el territorio de la provincia de Quebec.

## Demografía
Según el censo de 2011, había 8868 personas residiendo en esta ciudad con una densidad poblacional de 487,3 hab./km². Los datos del censo mostraron que de las 8230 personas censadas en 2006, en 2011 hubo un aumento poblacional de 638 habitantes (7,8%). El número total de inmuebles particulares resultó de 4068 con una densidad de 223,52 inmuebles por km². El número total de viviendas particulares que se encontraban ocupadas por residentes habituales fue de 4002.